# Adolf Loos

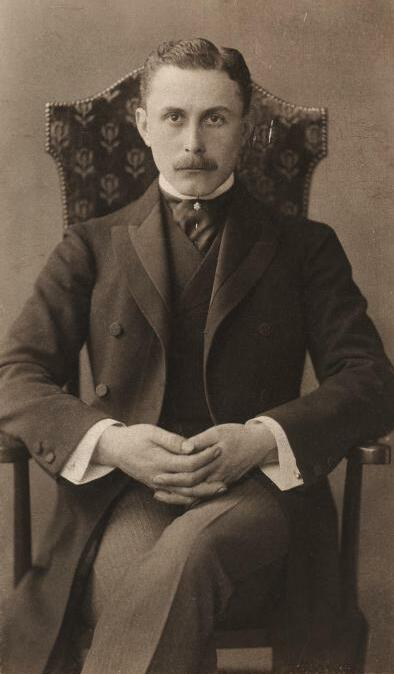
Adolf Loos; Foto von Otto Mayer
(um 1904)

Adolf Loos (* 10. Dezember 1870 in Brünn, Mähren, Österreich-Ungarn; † 23. August 1933 in Kalksburg bei Wien, heute Teil von Wien) war ein österreichischer Architekt, Architekturkritiker und Kulturpublizist. Er gilt als einer der Wegbereiter der modernen Architektur.

## Leben

### Jugend und Ausbildung
Adolf Loos wurde in Brünn 1870 als Sohn des Steinmetzen und Bildhauers Adolf Loos (1831–1879) geboren, von dem er nicht nur seine künstlerische Begabung, sondern auch seine Schwerhörigkeit erbte. Nach dem frühen Tod des Vaters führte seine Mutter, Marie Loos, den Steinmetz-Betrieb in der Friedhofgasse in Brünn weiter. Ab 1880 wechselte Adolf Loos mit schlechten Sittennoten von Gymnasium zu Gymnasium. Am Stiftsgymnasium Melk etwa blieb er nur ein Jahr, aufgrund schlechtester Noten in Zeichnen und Betragen weigerte man sich dort, ihn erneut aufzunehmen. Nach dem Besuch der k.k. Staatsgewerbeschule in Reichenberg, Böhmen, ab 1885 schloss er 1889 die k.k. deutsche Staatsgewerbeschule in Brünn mit der Matura ab. Danach studierte er, vom Militärdienst als Einjährig-Freiwilliger unterbrochen, 1890 bis 1893 an der Hochbauabteilung der Technischen Hochschule in Dresden, nachdem er zuvor kurze Zeit an der Akademie für angewandte Kunst Wien studiert hatte. Während seines Studiums wurde er 1891 Mitglied der Burschenschaft Cheruscia Dresden, aus der er 1892 jedoch wieder austrat.

### Persönliches

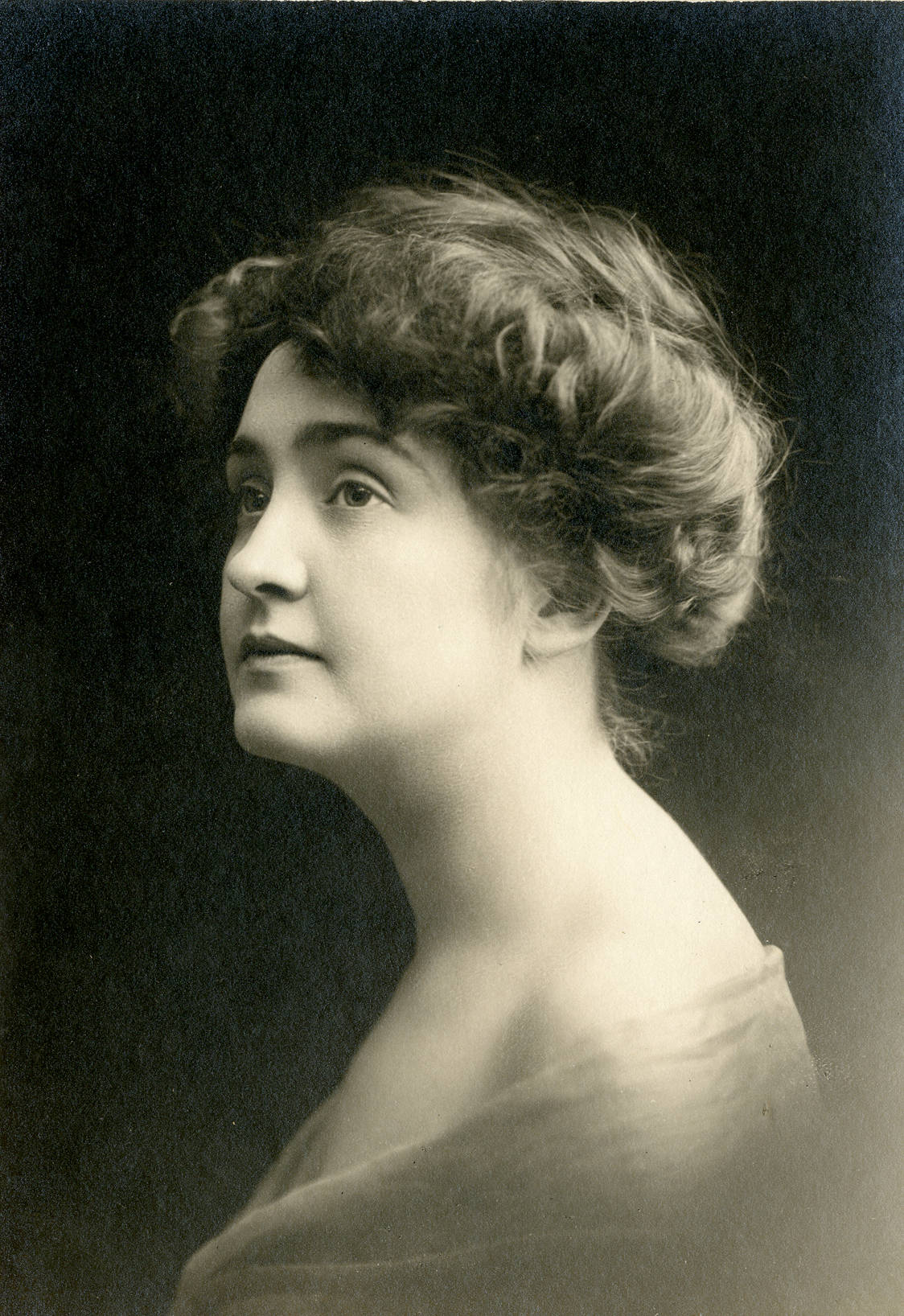
Bessie Bruce im Jahr 1914

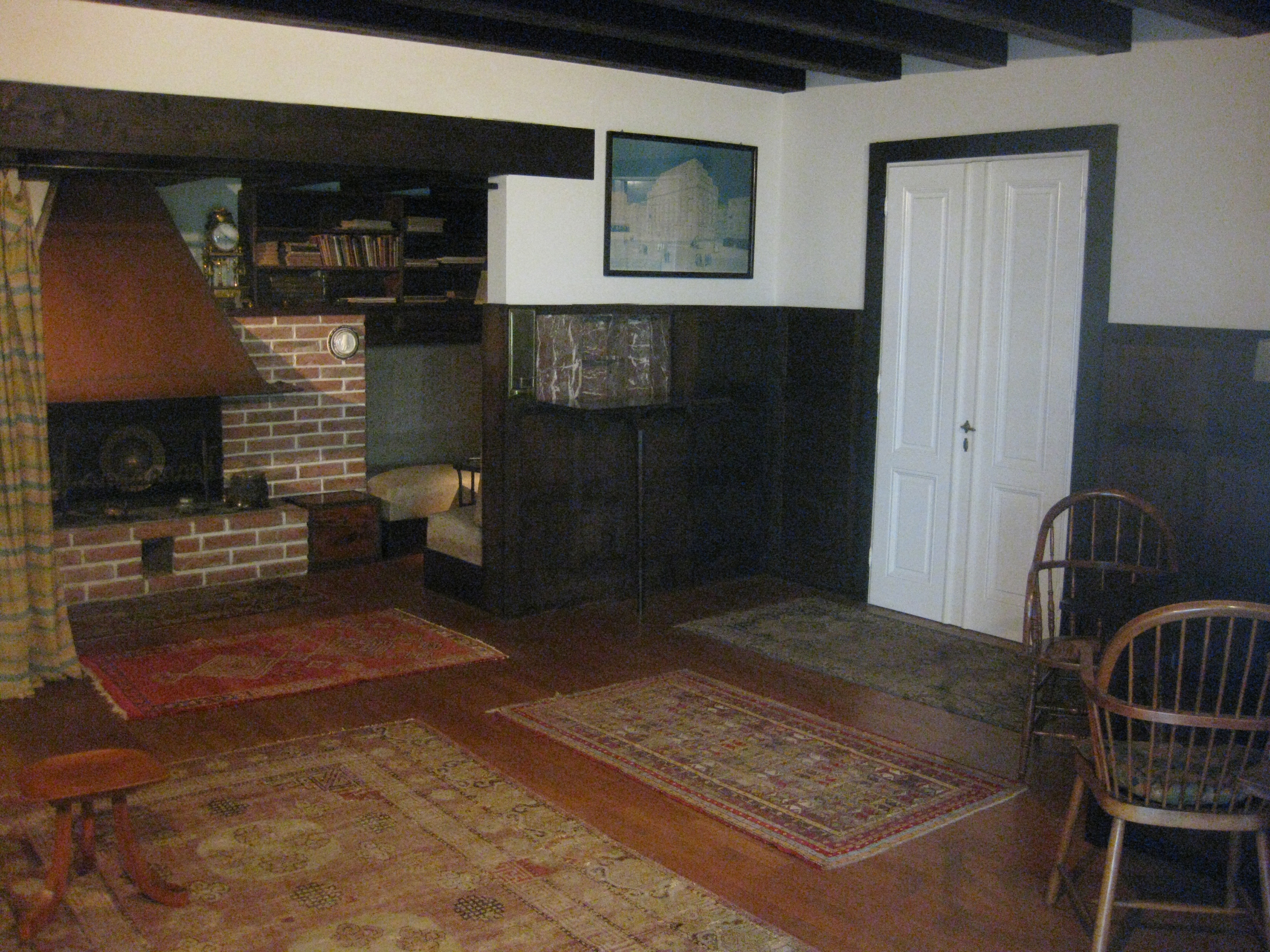
Loos’ eigene Wohnung, Rekonstruktion im Wien Museum

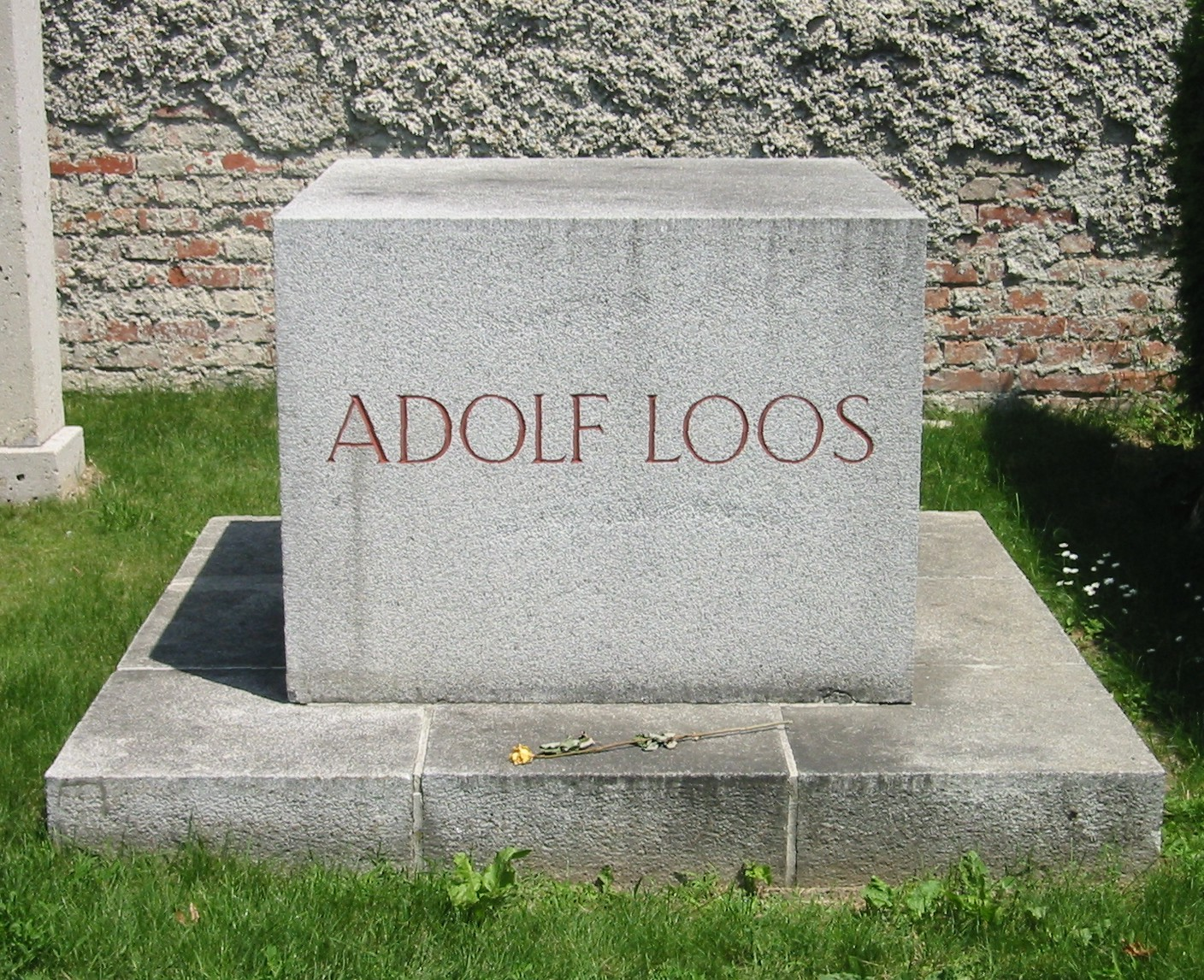
Loos’ Grab auf dem Wiener Zentralfriedhof, den Grabstein hatte er selbst entworfen

Adolf Loos war dreimal verheiratet: von 1902 bis 1905 mit der Schriftstellerin und Schauspielerin Lina Loos (geb. Obertimpfler, 1882–1950), von 1918 bis 1926 mit der Tänzerin Elsie Altmann (1899–1984) sowie 1929 bis 1931 mit der Fotografin Claire Beck (1905–1942). Nach seiner ersten Ehe verband ihn eine langjährige Beziehung mit der englischen Tänzerin Elisabeth „Bessie“ Bruce (1886–1921), die ab 1905 in Wien auftrat. Ab 1910 war sie in Les Avants in der Schweiz in Tuberkulosebehandlung.
Nach dem Zerfall der Doppelmonarchie 1918 hatte Adolf Loos durch seine Brünner Herkunft die tschechoslowakische Staatsbürgerschaft erhalten. Nach Angaben seiner Frau Claire optierte er jedoch vorerst für Österreich. Erst Jahre später wurde er demnach tschechoslowakischer Staatsbürger, unter Beibehaltung der österreichischen Staatsbürgerschaft. Schon vor dem Krieg bemühte er sich, um sich leichter von Lina scheiden lassen zu können, vergeblich, die ungarische Staatsbürgerschaft zu erhalten.
Auf vielen Fotos und auch Zeichnungen sieht man Loos aufmerksam, wenn auch anscheinend mühsam zuhörend, die Hand hinter dem linken Ohr. Loos war seit seiner Kindheit schwerhörig und verlor im mittleren Alter seine Hörkraft vollständig. Er ließ sich dadurch allerdings nicht in die Isolation zwingen. Der extrovertierte Gesellschaftsmensch vereinsamte erst, als ihn ein Nervenleiden in den Rollstuhl zwang.
Loos war Hobbyschachspieler, er nahm an einem Simultan gegen Schachmeister Friedrich Sämisch in Brünn teil und beteiligte sich am Schachleben im Wiener Café Central.
Loos starb im Sanatorium Kalksburg bei Wien im Alter von 62 Jahren, wo er mit einer Krankenschwester befreundet war, die er dem Vernehmen nach heiraten wollte. Er ruht in einem Grab auf dem Wiener Zentralfriedhof (Gruppe 0, Reihe 1, Nummer 105). Den Grabstein hatte er selbst entworfen. Das Grab wurde 2012 von einem Ehrengrab zu einem Historischen Grab umdeklariert.
Nach Adolf Loos wurde am 24. Juni 2002 der Asteroid (19129) Loos benannt.

### Beruflicher Werdegang und Bedeutung für die Architektur
Nur mit einem Schiffsbillet und 50 Dollar in der Tasche reiste Loos 1893 in die USA, wo ein Bruder seines Vaters lebte, und hielt sich bis 1896 dort auf. Er schlug sich mit verschiedenen, vorwiegend handwerklichen Berufen durch, als Hilfsarbeiter, Tellerwäscher, Musikkritiker und erst im letzten Anwesenheitsjahr als Möbelzeichner und Architekt. Typisch für ihn war, dass er sich vor seiner endgültigen Heimkehr nach Wien in London neu mit moderner, eleganter, kostspieliger Kleidung einkleidete.
1896 ließ er sich endgültig in Wien nieder. Dort begann er seine Tätigkeit als Journalist und Architekt. Trotz eines gewissen Einflusses von Otto Wagner gilt Loos als energischer Gegner des Jugendstils, insbesondere seiner österreichischen Variante, der Wiener Secession. Adolf Loos war ein scharfer Kritiker der angewandten Kunst und aller zeitgenössischen Ideen, die Kunst in Gestalt des Kunstgewerbes mit dem Alltag zu versöhnen, also Gebrauchsgegenstände in besonderer Weise künstlerisch zu gestalten. Er grenzte sich damit insbesondere von den Künstlern der Wiener Werkstätte ab, die seit 1903 eine Verbindung von Alltag und Kunst umzusetzen versuchten.
1904 besuchte er erstmals die Insel Skyros und wurde mit der kubischen Architektur der griechischen Inselwelt konfrontiert.

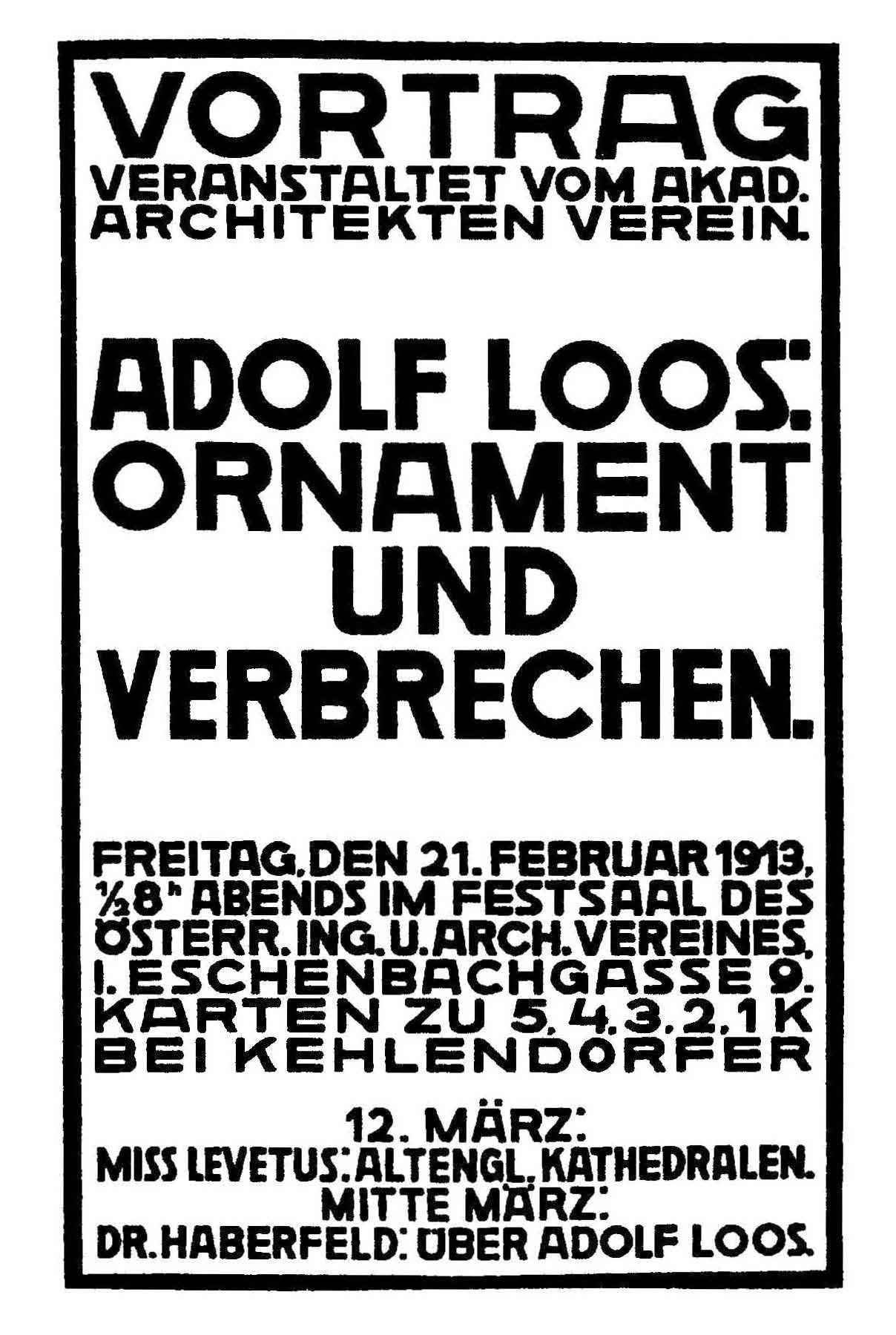
Plakat von Adolf Loos zum Vortrag „Ornament und Verbrechen“

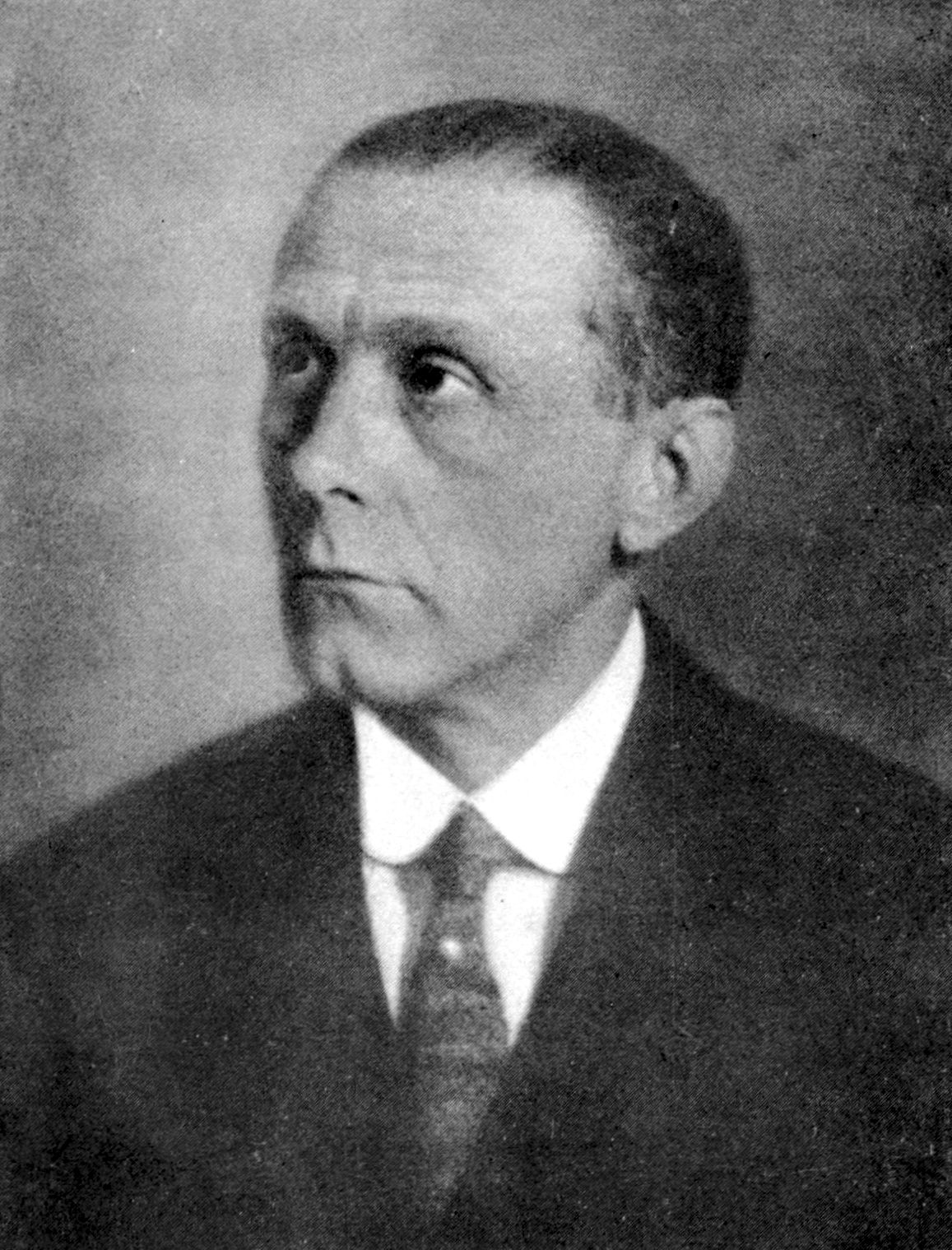
Foto Adolf Loos’ von Franz Löwy (vor 1920)

Loos’ berühmteste Schrift ist der Vortrag Ornament und Verbrechen (1910). Darin wird argumentiert, dass Funktionalität und Abwesenheit von Ornamenten im Sinne menschlicher Kraftersparnis ein Zeichen hoher Kulturentwicklung seien und dass der moderne Mensch wirkliche Kunst allein im Sinne der bildenden Kunst erschaffen könne. Ornamentale Verzierungen oder andere besondere künstlerische Gestaltungsversuche an einem Gebrauchsgegenstand seien eine ebenso unangemessene wie überflüssige Arbeit:

„Gewiss, die kultivierten Erzeugnisse unserer Zeit haben mit Kunst keinen Zusammenhang. Die barbarischen Zeiten, in denen Kunstwerke mit Gebrauchsgegenständen verquickt wurden, sind endgültig vorbei“

heißt es dazu an anderer Stelle.
Stattdessen plädiert Loos für die Verwendung edelster Materialien, soweit die Anmutung von Sinnlichkeit und Reichtum erzielt werden soll, wie etwa in den Innenräumen seiner Villenbauten. Als sinnlose menschliche Kraftvergeudung beurteilt Loos auch die zeitgenössischen kunstgewerblichen und architektonischen Reformbewegungen und kommentiert die Gründung des Deutschen Werkbundes 1908 in zwei spöttischen Essays unter den Titeln Die Überflüssigen und Kulturentartung.
Adolf Loos war eng mit Künstlern wie Arnold Schönberg, Oskar Kokoschka, Peter Altenberg und Karl Kraus befreundet (er war Altenbergs und Kraus’ Taufpate), für deren Werke und Erfolg er sich entsprechend leidenschaftlich engagierte. Der Avantgardismus und die Radikalität seines künstlerischen Schaffens fernab jeder Anerkennung beim zeitgenössischen Publikum führte bei Loos zur Forderung, die Gestaltung der alltäglichen Gebrauchsgegenstände einschließlich der Architektur nicht mit dem Ethos ernsthaften künstlerischen Schaffens zu verknüpfen: „Das Haus hat allen zu gefallen. Zum Unterschiede zum Kunstwerk, das niemandem zu gefallen hat. […] Das Kunstwerk will die Menschen aus ihrer Bequemlichkeit reißen. Das Haus hat der Bequemlichkeit zu dienen. Das Kunstwerk ist revolutionär, das Haus konservativ.“ heißt es dazu etwa in seinem 1910 veröffentlichten Essay Architektur. Seine Streitlust und seine oft satirisch überzogenen Formulierungen haben nicht nur im damaligen Wien für zahlreiche Provokationen gesorgt, sondern seinen Artikeln zu ihrem späteren Weltruhm verholfen.
In der kunstgeschichtlichen Literatur gilt Loos als wichtiger Wegbereiter der Moderne in Architektur und Design mit ihrer entsprechenden Programmatik von Form folgt der Funktion, wobei allerdings seine kritische Distanz zu Bauhaus und Deutschem Werkbund oftmals übersehen wurde. Er sah sich durchaus in der Tradition der Alt-Wiener-Baukunst etwa eines Joseph Kornhäusel. Die im Bauboom um 1900 nicht seltene Schleifung historischer Stadtensembles fand seine heftige Kritik.
Neben dem Anspruch an Modernität war Loos die Behaglichkeit seiner Einrichtungen besonders wichtig. Dabei sollte der Architekt dem Bauherrn nicht bestimmte Formen oder eine neue, in sich komplette Einrichtungsgarnitur aufdrängen, sondern eher mit Behutsamkeit und Rücksicht auf das Gewohnte agieren, dabei auch alte Gegenstände und Möbel, die dem Bauherrn persönlich etwas bedeuten, in das Neue mit einbinden. „Für eure Wohnung habt ihr immer Recht“ lautete etwas zugespitzt das entsprechende Motto in seinen Schriften. Dabei geht es Loos in seinen Einrichtungen nicht vorrangig um eine bestimmte Art von Modernität, sondern eher um eine kritische Weiterführung gewisser Traditionen. Man wird bei seinen Gestaltungen an Einflüsse des Klassizismus erinnert, zum anderen spürt man gewisse Vorbilder englischer und amerikanischer Architektur aus dem Landhausbau (z. B. Norman Shaw). Dabei spielen insbesondere der Kamin und die sich um ihn gruppierende gemütliche Sitzgruppe gestalterisch eine wichtige Rolle.
Charakteristisch für die Architektur von Loos ist, seinen oben erwähnten Forderungen entsprechend, die Verwendung edler Materialien. Um den richtigen Stein für seine Wandverkleidung zu finden, reiste er mitunter durch ganz Europa. Bei seinen Möblierungen verwendete er edelste Hölzer und ließ Tische und Sessel mitunter nach musealen Vorbildern (meist) durch die Firma Friedrich Otto Schmidt kopieren, wobei er in diesen Vorbildern erprobte und bewährte Formen sah.
Sein unrealisierter, aber ebenso berühmter wie spektakulärer Wettbewerbsbeitrag aus dem Jahre 1922 für den Wolkenkratzer der Chicago Tribune, des heutigen Tribune Towers, zeigt, dass sich Adolf Loos nicht einfach auf den Begriff des Funktionalismus reduzieren lässt (so wie er in den 1960er Jahren für die architektonische Moderne zum universalen Merkmal erhoben wurde): Er entwarf ein Bürohaus in der monumentalisierten Form einer dorischen Säule. Nach Meinung des Kunsthistorikers Joseph Imorde wollte Loos eben keine neuen Architekturformen ohne Tradition herstellen.
In den 1920er Jahren lebte Adolf Loos überwiegend in Paris und pflegte zahlreiche Kontakte zur dortigen Künstleravantgarde. Er baute unter anderem ein Haus für Tristan Tzara und entwarf auch eine Villa für die Tänzerin Josephine Baker mit einer ganz in horizontalen schwarzen und weißen Streifen gehaltenen Fassade. In Paris erschienen 1912, 1913 und 1922 auch seine ersten Texte; in französischer Übersetzung durch Marcel Ray in der Zeitschrift Les cahiers d’aujourd’hui. Georges Crès et Cie verlegte 1921 das erste Buch von Loos: „Ins Leere gesprochen 1897–1900“.
Die 1930 gebaute, von ihm konzipierte Villa Müller in Prag ist fast vollständig erhalten und heute als Museum restauriert. Auch hier ist die äußerliche Form der Kubus. Im Inneren werden edle Materialien und Dekors aus verschiedenen Epochen kombiniert.
Die Würdigung Loos’ als einer der ersten Architekten der strengen, nicht dekorativen, minimalen Formen, Farben und Materialien behält bis heute Gültigkeit; sie kann jedoch – mit Abstand zu den zum Teil polemischen Auseinandersetzungen – modifiziert werden: Auch bei edler Innenausstattung mit Elementen aus verschiedenen Epochen steht bei Loos die Funktionalität im Vordergrund; die äußere Form weist, trotz Loos’ Abgrenzung zum Bauhaus, Ähnlichkeiten mit dem späteren Bauhaus-Konzept auf. In der modernen Architektur bleibt das Werk von Adolf Loos einzigartig; denn auch auf Grund des von vielen nicht verstandenen architekturtheoretischen Ansatzes ist Loos nicht schulemachend.
Künstlerisch beeinflusste Loos viele spätere Architekten der Moderne, darunter Richard Neutra, Heinrich Kulka und Luigi Blau. Adolf Loos führte auch eine private Bauschule mit ca. 8 Schülern, u. a. Paul Engelmann und Leopold Fischer.

### Strafverfahren gegen Adolf Loos wegen Schändung und Verführung zur Unzucht

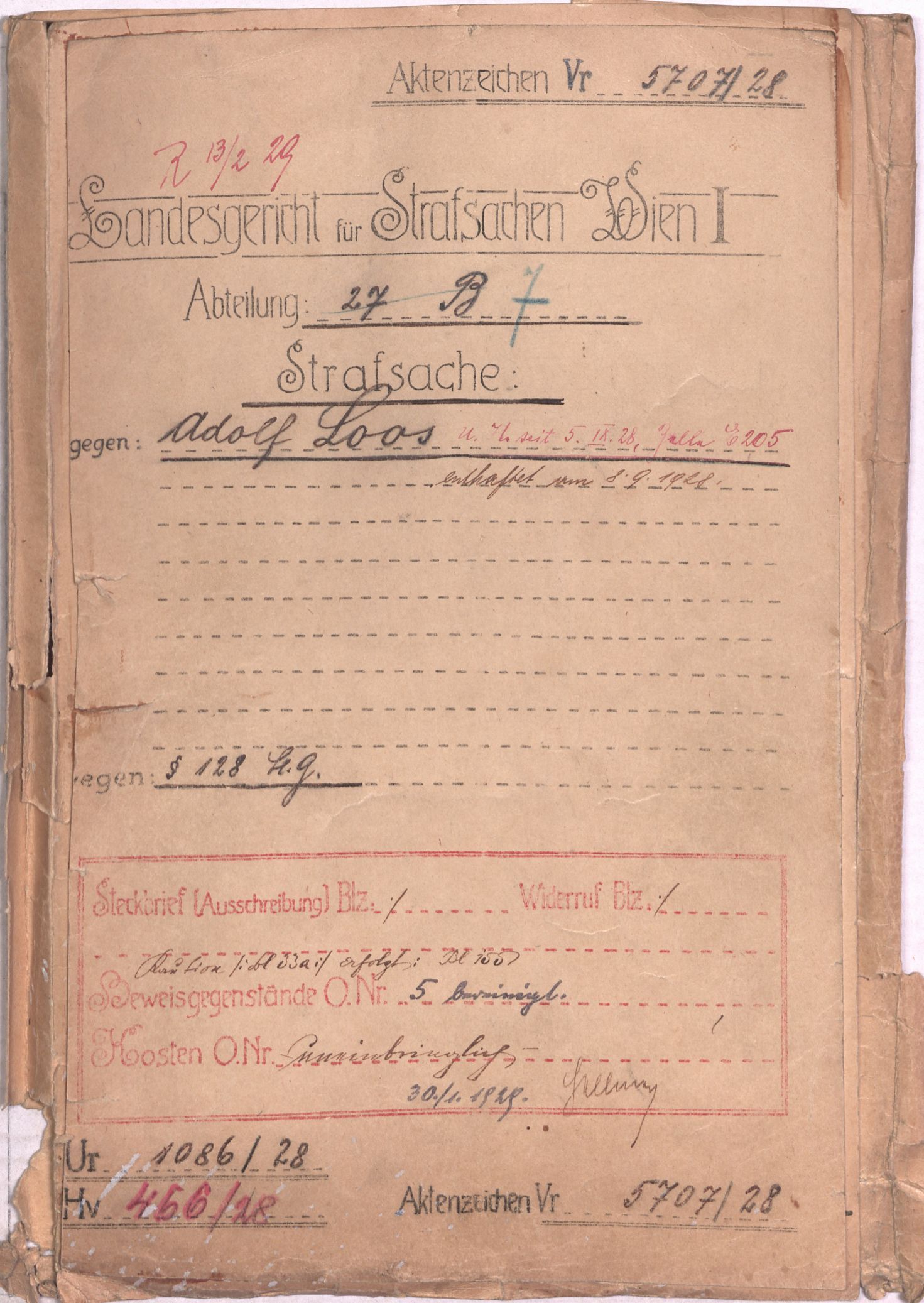
Der lang verschollene Gerichtsakt in der Strafsache gegen Adolf Loos nach § 128 St.G.

1928 hatte Loos mehrmals acht- bis zehnjährige Mädchen in seine Wiener Wohnung eingeladen und sie dort nackt gezeichnet. Aufgrund der Anzeige einer anonym gebliebenen Frau wurden Ermittlungen gegen ihn eingeleitet, und er wurde wegen Verbrechens der Schändung angeklagt, davon aber am 1. Dezember 1928 freigesprochen.
Verurteilt wurde er wegen „des Verbrechens der Verführung zur Unzucht nach § 132/III St.G. begangen dadurch, dass er zur selben Zeit am gleichen Orte die ihm zur Aufsicht anvertrauten Mädchen (...)  zur Begehung und Duldung unzüchtiger Handlungen verleitete, indem er sie veranlasste, als Modelle unzüchtige Stellungen einzunehmen und sich in diesen zeichnen zu lassen.“ Die Strafe belief sich auf vier Monate Arrest, die zur Bewährung ausgesetzt wurde.
Die Gerichtsverhandlung fand am 30. November und 1. Dezember 1928 statt. „Vor Gericht widersprachen sich manche Aussagen der bedrängten Kinder, zudem wurde ihre Glaubwürdigkeit von zwei Gutachtern angezweifelt; einer von ihnen hatte gute Kontakte zum Freundeskreis von Loos. Für den Richter wurde schließlich ein beschlagnahmtes Skizzenbuch, das heute verschollen ist, zum wichtigsten Beweismittel.“ Bei einer Wohnungsdurchsuchung wurde außerdem eine Sammlung von über 300 pornografischen Fotografien gefunden, einige werden von Christopher Long als „sexualisierte Gewalt gegen Kinder“ eingeordnet. Ihr Besitz allerdings war damals nicht strafbar.
Seit 2006 beschäftigt sich die Loos-Forschung wieder mit der Strafsache, unter anderem mit der Frage, ob und welche Sachverhalte vertuscht oder verharmlost wurden und ob Loos aufgrund seiner Prominenz und einflussreichen Freunde eine zu geringe Strafe erhielt.
Der Prozess und seine Umstände wurden lange ausgeblendet. Erst die Publikation der lange verschollenen Prozessakts im Jahr 2015 durch das Wiener Stadt- und Landesarchiv führte zu einer Auseinandersetzung mit dieser Seite der Loos-Biographie. In den darauffolgenden Pressereaktionen schlossen sich die Kommentatoren der Auffassung an, dass Loos von seiner Prominenz, dem nicht öffentlichen Prozess und tendenziösen Gutachtern profitiert habe und somit zu einem milden Urteil kam.

## Werke

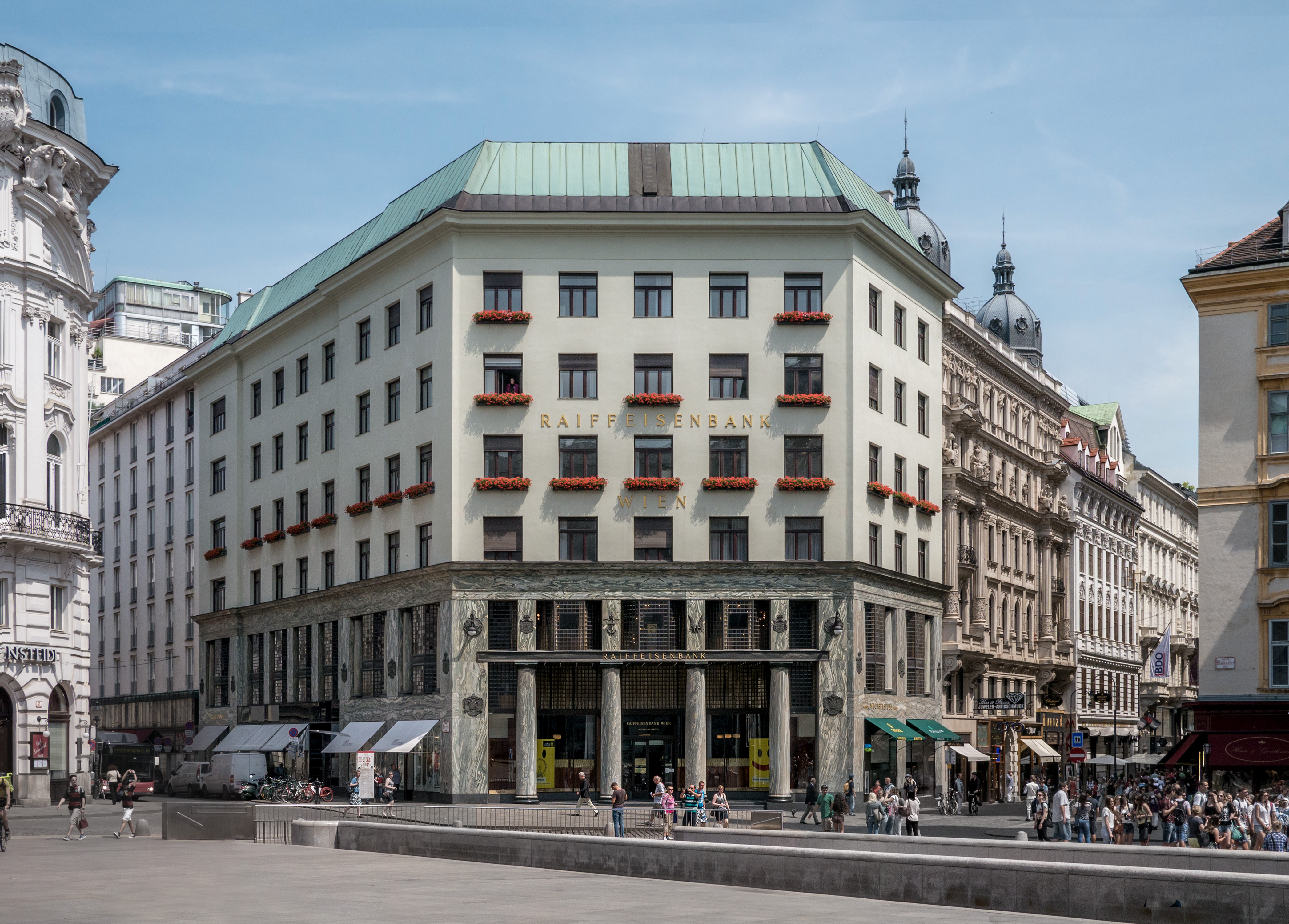
Looshaus am Michaelerplatz in Wien 1

### Überblick
Bekannt wurde Loos 1898 durch seine Artikelserie für die Neue Freie Presse, in der er zu vielen Geschmacksfragen Stellung bezog. Nachdem er längere Zeit vorwiegend Inneneinrichtungen geschaffen hatte, war sein erstes größeres und bekanntestes Bauwerk das Looshaus am Michaelerplatz für das Bekleidungsunternehmen Goldman & Salatsch, das 1910 zu einer auch im Ausland viel beachteten öffentlichen Auseinandersetzung über die ornamentlose Fassade führte. Es steht gegenüber der Hofburg und wurde aufgrund seiner fehlenden Fenstergesimse auch Haus ohne Augenbrauen genannt. Angeblich weigerte sich Kaiser Franz Joseph den Rest seines Lebens, den Blick von der Hofburg zum Michaelerplatz zu werfen.

### Wohnbauten und Villen
Überwiegend war Loos als Architekt mit dem Bau privater Villen beschäftigt, die im Inneren einem um 1910 entwickelten Raumplan folgten, der Größe und Anordnung von der Funktion der Räume abhängig machte, sie dazu mehrgeschoßig teilweise ineinander schachtelt und äußerlich zunehmend der Kubusform annähert.

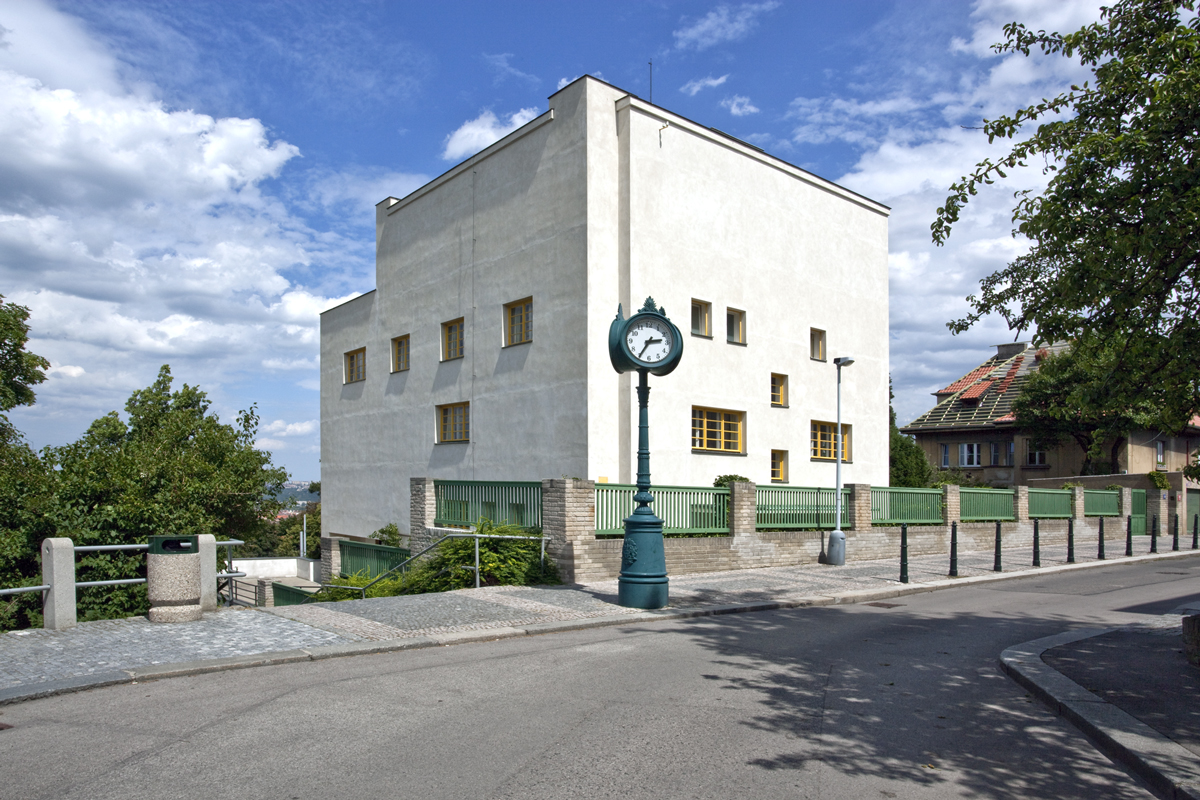
Villa Müller (Müllerova vila) in Prag, 1930

- Wohn- und Geschäftshaus Goldman & Salatsch (Looshaus), Wien 1, Michaelerplatz 3 (1910–1911)
- Siedlung Hirschstetten, Wien 22, Quadenstraße (1921)
- Siedlung Friedensstadt, Wien 13, Hermesstraße 1–77, 85–99 (1921)
- Siedlung Heuberg, Wien 17, Röntgengasse 18–150, 17–99 (1921–1924)
- Zwei Einfamilien-Doppelhäuser für die Werkbundsiedlung, Wien 13, Woinovichgasse 13–19 (1930–1932)[30]
- Arbeitersiedlung Babí, Ortsteil von Náchod, heute Tschechien (1931)
- Villa Karma, Clarens bei Montreux, Schweiz, Rue du Lac 171 (1912), siehe auch Liste der Kulturgüter in Montreux (1904–1908 Übergangsleitung)[31]
- Haus Herold (Um- und Anbau, 1910), Heroldův dům in Brünn, Stadtteil Tivoli, Jiráskova 26 (der einzige realisierte Bau in seiner Geburtsstadt)[32]
- Haus Steiner, Wien 13, St.-Veit-Gasse 10 (1910)
- Haus Goldmann, Wien 19, Hardtgasse 27–29 (1910–1911)
- Haus Stössl, Wien 13, Matrasgasse 20 (1911–1912)
- Haus Scheu, Wien 13, Larochegasse 3 (1912–1913)[33]
- Haus Horner, Wien 13, Nothartgasse 7 (1912–1913)
- Haus Duschnitz, Wien 19, Weimarer Straße 87 (1915–1916)
- Haus Mandl, Wien 19, Blaasstraße 8 (1916–1917)
- Villa des Direktors der Rohrbacher Zuckerfabrik, Rohrbach bei Brünn (Hrušovany u Brna), Tschechien (1918)
- Haus Strasser, Wien 13, Kupelwiesergasse 28 (1918–1919)
- Haus Reitler, Wien 13, Elßlergasse 9 (1922)
- Haus Rufer, Wien 13, Schließmanngasse 11 (1922)
- Landhaus Spanner, Gumpoldskirchen Nr. 270 (1923–1924)
- Haus Tristan Tzara, Paris 18, 15 Avenue Junot, Frankreich (1925/1926)
- Haus Moller, Wien 18, Starkfriedgasse 19 (1928)
- Landhaus Khuner, Payerbach, Kreuzberg 60, Niederösterreich (1929–1930)[34][35]
- Haus Müller, Prag, Nad Hradním vodojemem 14, Tschechien (1930)[36]
- Haus Schnabl, Wien 22, Flachsweg, Mühlhäufel 27 (1931)
- Haus Winternitz, Prag, Na Cihlářce 10, Tschechien (1931–1932)[37]

### Geschäftslokale
- Herrenmodesalon Kniže & Comp., Wien 1, Graben 13 (1909–1913)

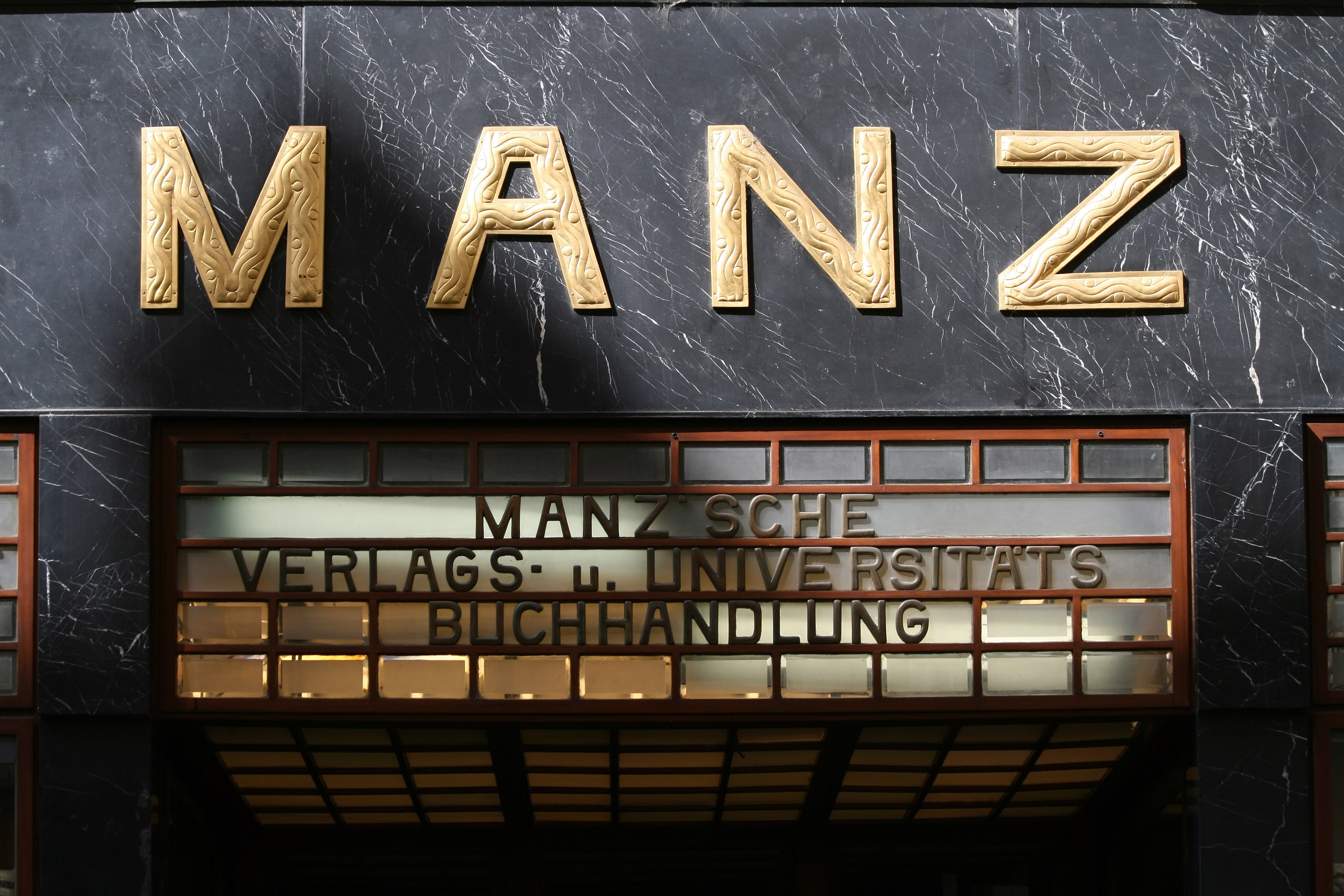
Portal der Manz’schen Verlags- und Universitätsbuchhandlung (1912)

- Schmuckfederngeschäft Sigmund Steiner, Wien 1, Kärntner Straße 33 (1907)
- Portal Buchhandlung Manz, Wien 1, Kohlmarkt 16 (1912)
- Portal Anglo-Österreichische Bank, Wien 7, Mariahilfer Straße 70 (1914)
- Portal Juwelierladen Spitz, Wien 1, Kärntner Straße 39 (1919)
- Portal Herrenmodengeschäft Leschka, Wien 1, Spiegelgasse 13 (1923)
- Portal Firma Albert Matzner, Wien 1, Rotenturmstraße (1929–1930)

### Innenraumgestaltung
Loos hat auch zahlreiche Inneneinrichtungen geschaffen, wie etwa das Café Museum am Karlsplatz, das dann wegen der Kargheit der Einrichtung von Zeitgenossen Café Nihilismus genannt wurde. Überregional bekannt wurde die Einrichtung im Stil des Art déco der American Bar in einer Seitengasse der Kärntner Straße, die auch als Loos-Bar bezeichnet wird und bis heute existiert. In Pilsen sind acht Inneneinrichtungen von Loos erhalten, oft nur in Teilen, die er 1907 bis 1932 geschaffen hat. Die so genannte Semlerresidenz ist die einzige Realisierung des Raumplankonzepts in Westböhmen.
- Schneidersalon Ebenstein, Wien 1, Kohlmarkt 5 (1897)
- Café Museum, Wien 1, Operngasse 7 / Friedrichstraße 6 (1899)
- American Bar, Wien 1, Kärntner Straße 10 (1907–1908)
- Café Capua, Wien 1, Johannesgasse 3 (1913)
- Bridge-Club Wien, Wien 1, Reischachstraße 3 (1913); 550 m² große Beletage, ursprünglich für Emil Löwenbach, Industriellensohn, gestaltet (Speisezimmer, Wohnsalon, Ecksalon und Bibliothek könnten (Stand 2021) nach Befundung für das Bundesdenkmalamt annähernd in den Originalzustand zurückversetzt werden)[40]
- Filiale des Herrenmodesalons Kniže, Paris, 146 Avenue des Champs-Élysées, Frankreich (1927)

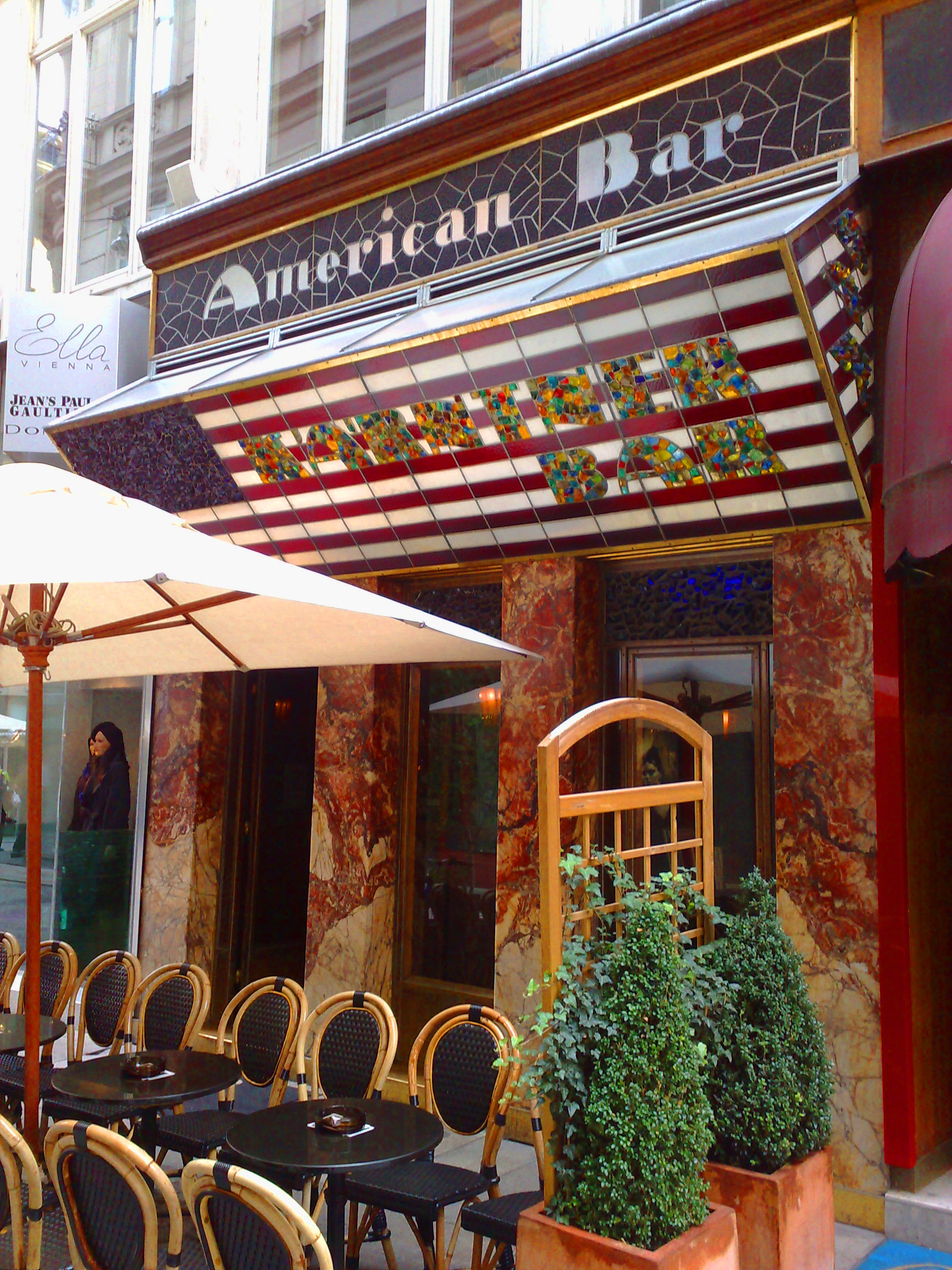
American Bar in Wien 1., Kärntner Durchgang
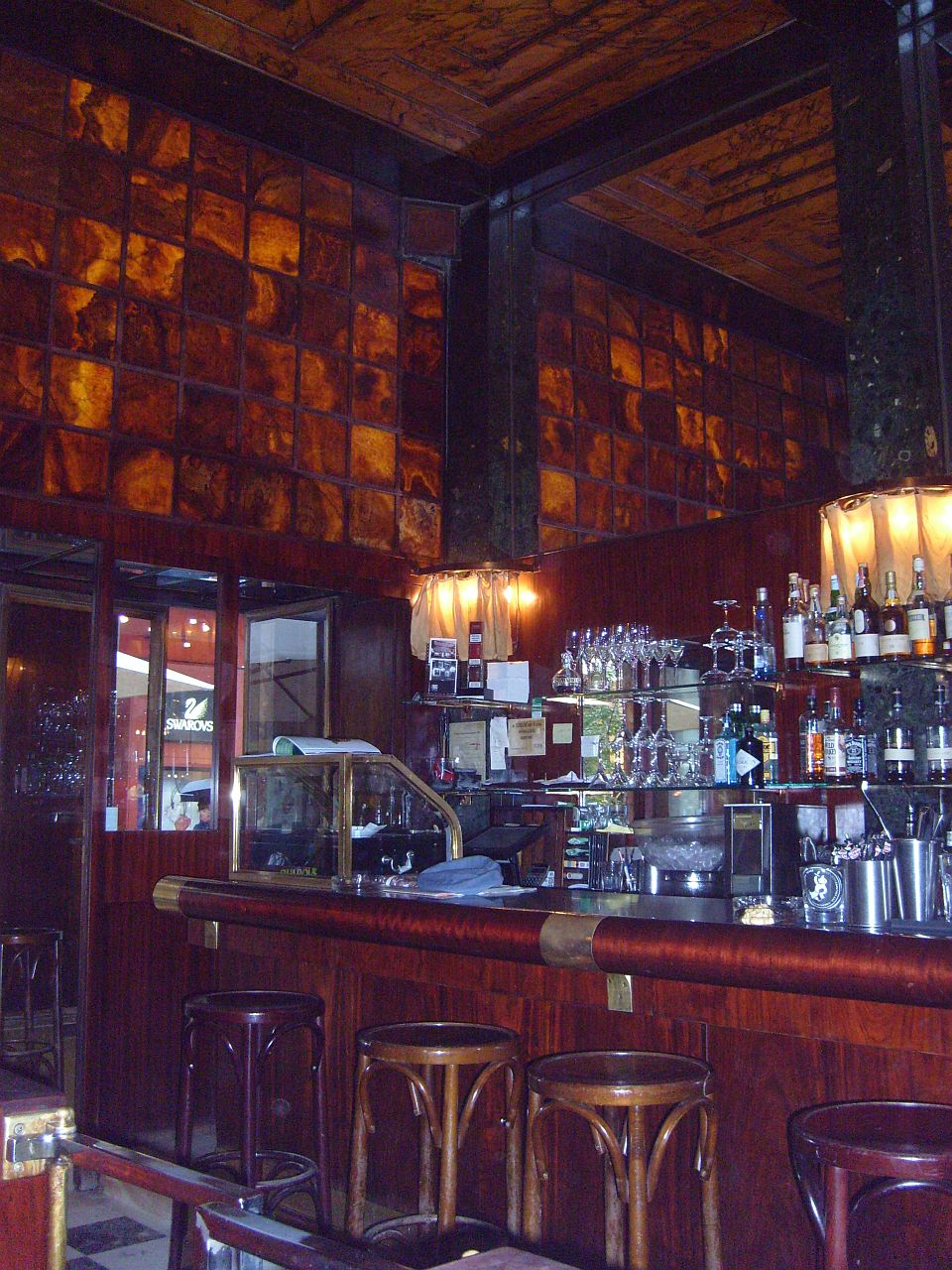
Innenansicht der American Bar
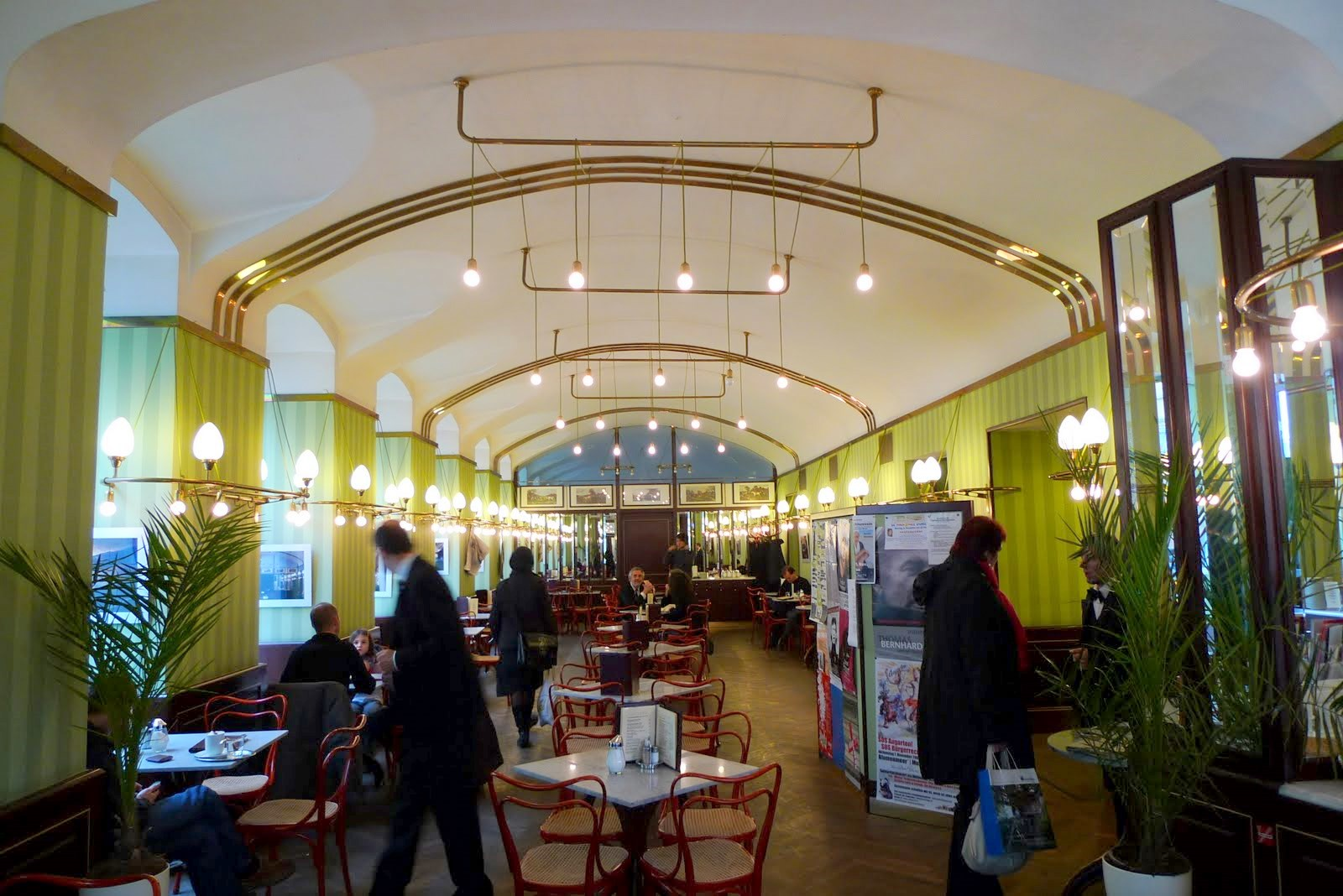
Wiederhergestellte Einrichtung Cafe Museum (2009)
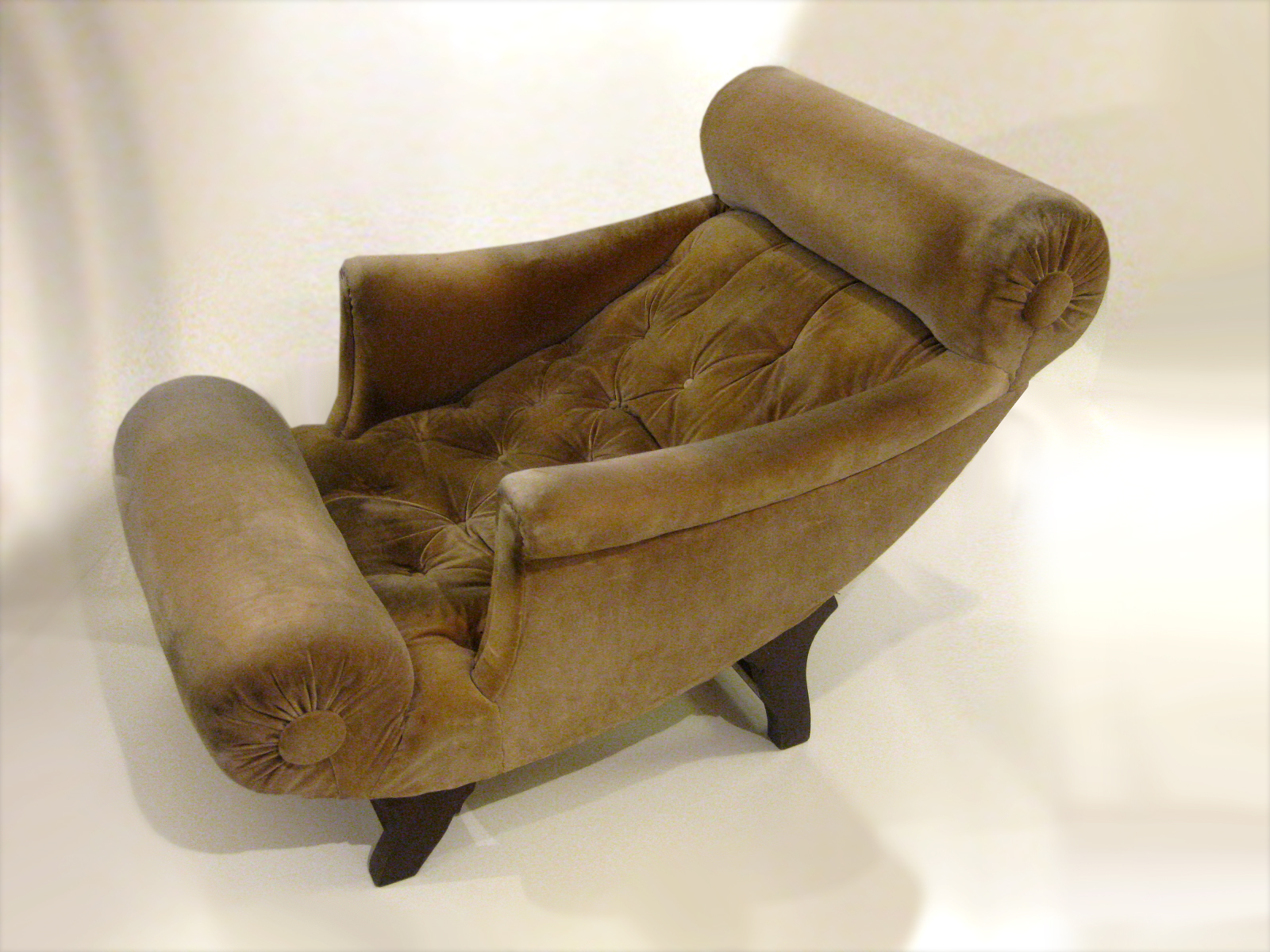
Knieschwimmer-Fauteuil, entworfen von Adolf Loos
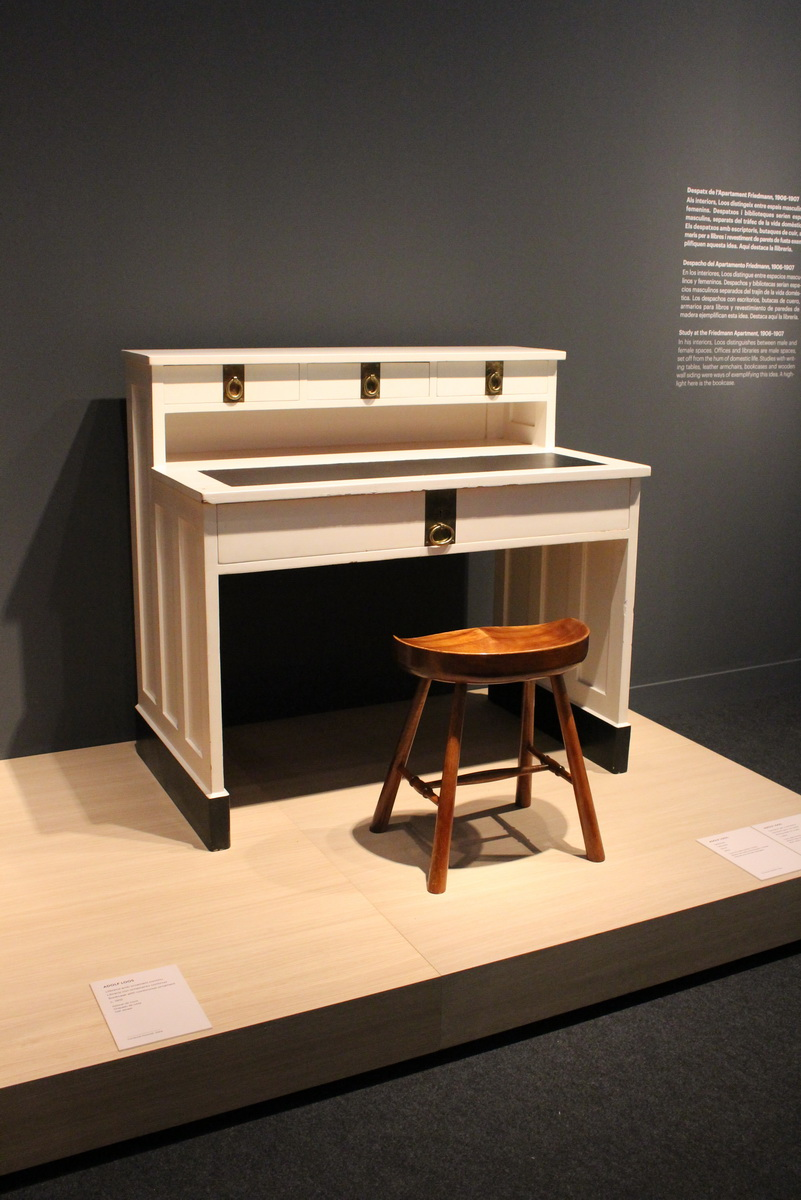
Schreibtisch Adolf Loos 1904 mit Loos-Stuhl von Friedrich Otto Schmidt, Ausstellung „Private Spaces“ Barcelona/Madrid 2017/18
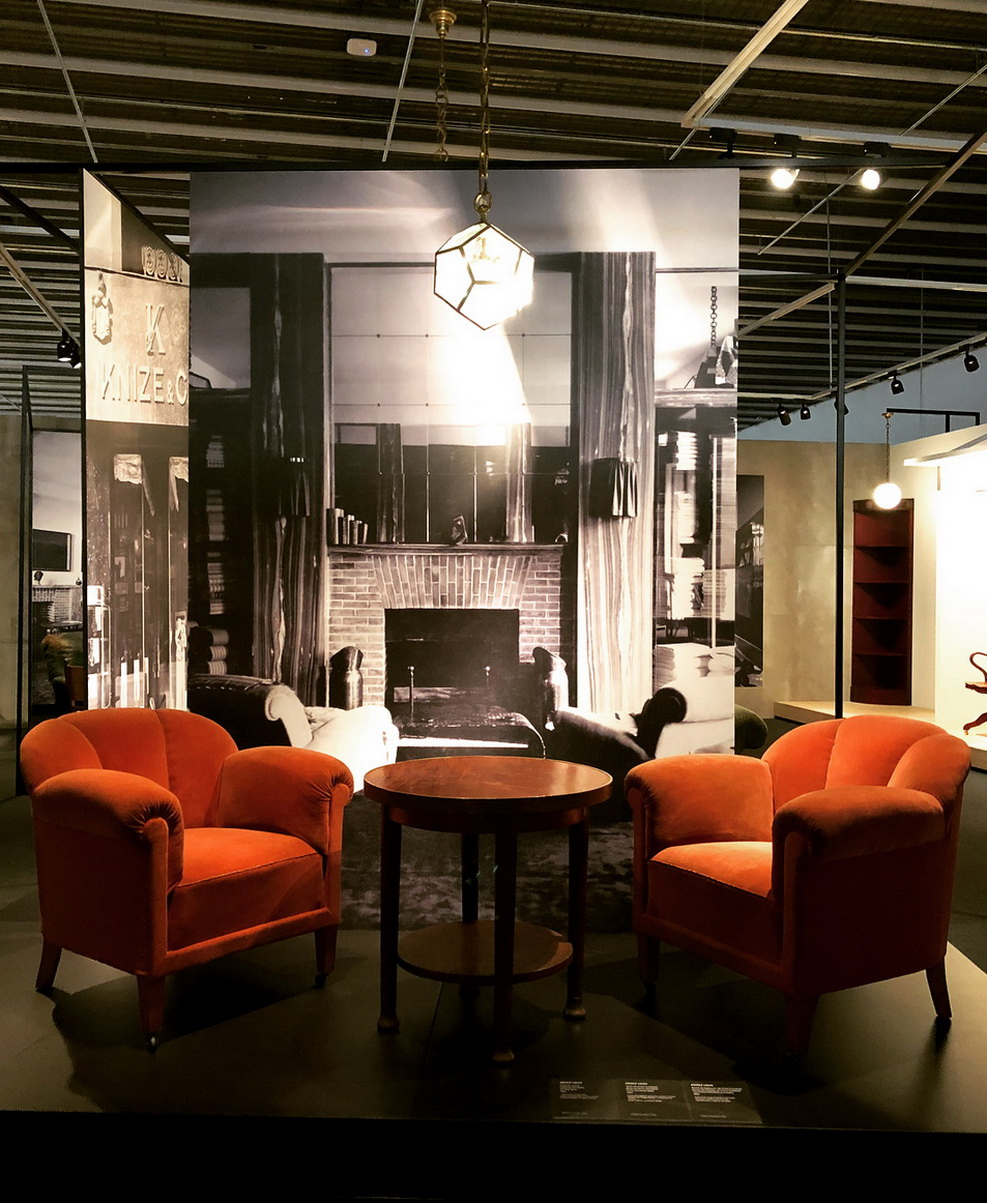
Einrichtung Knize, Filiale Karlsbad. Loos-Ausstellung Private Spaces Barcelona/Madrid 2017/18
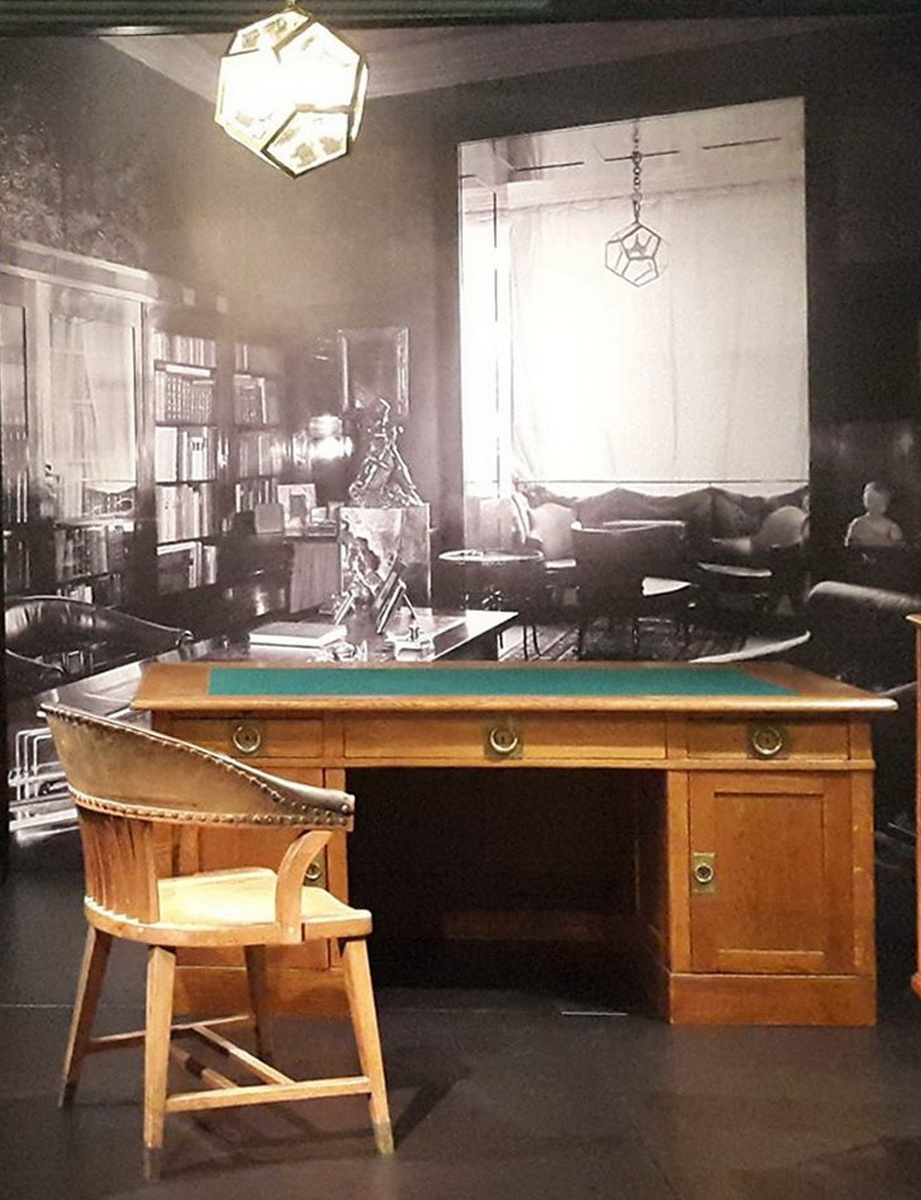
Loos-Schreibtisch Haus Friedmann u. a. und Loos-Stuhl F.O.Schmidt: Loos-Ausstellung „Private Spaces“ Barcelona/Madrid 2017/18
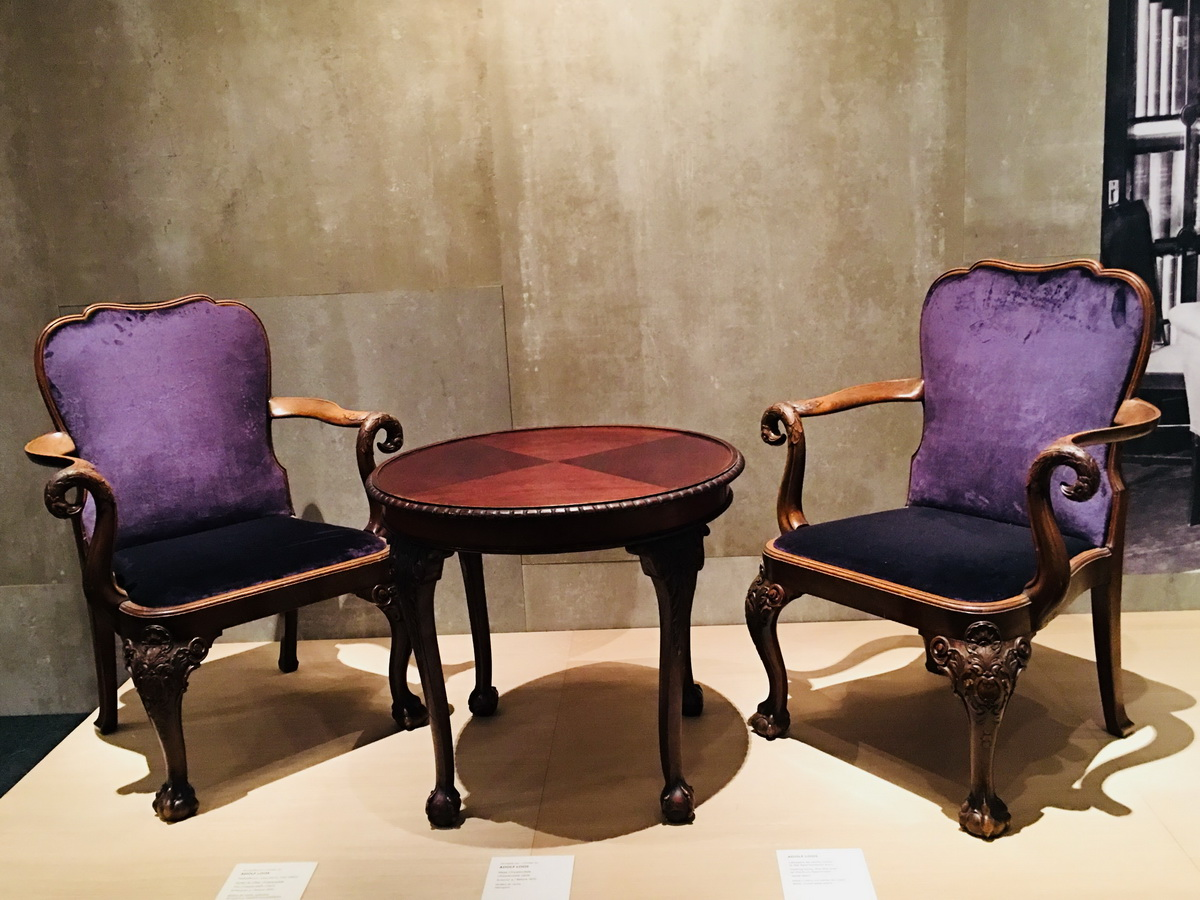
Loos-Armlehnstuhl & -Tisch Haus Duschnitz u. a., ausgestellt in Barcelona/Madrid 2017/18
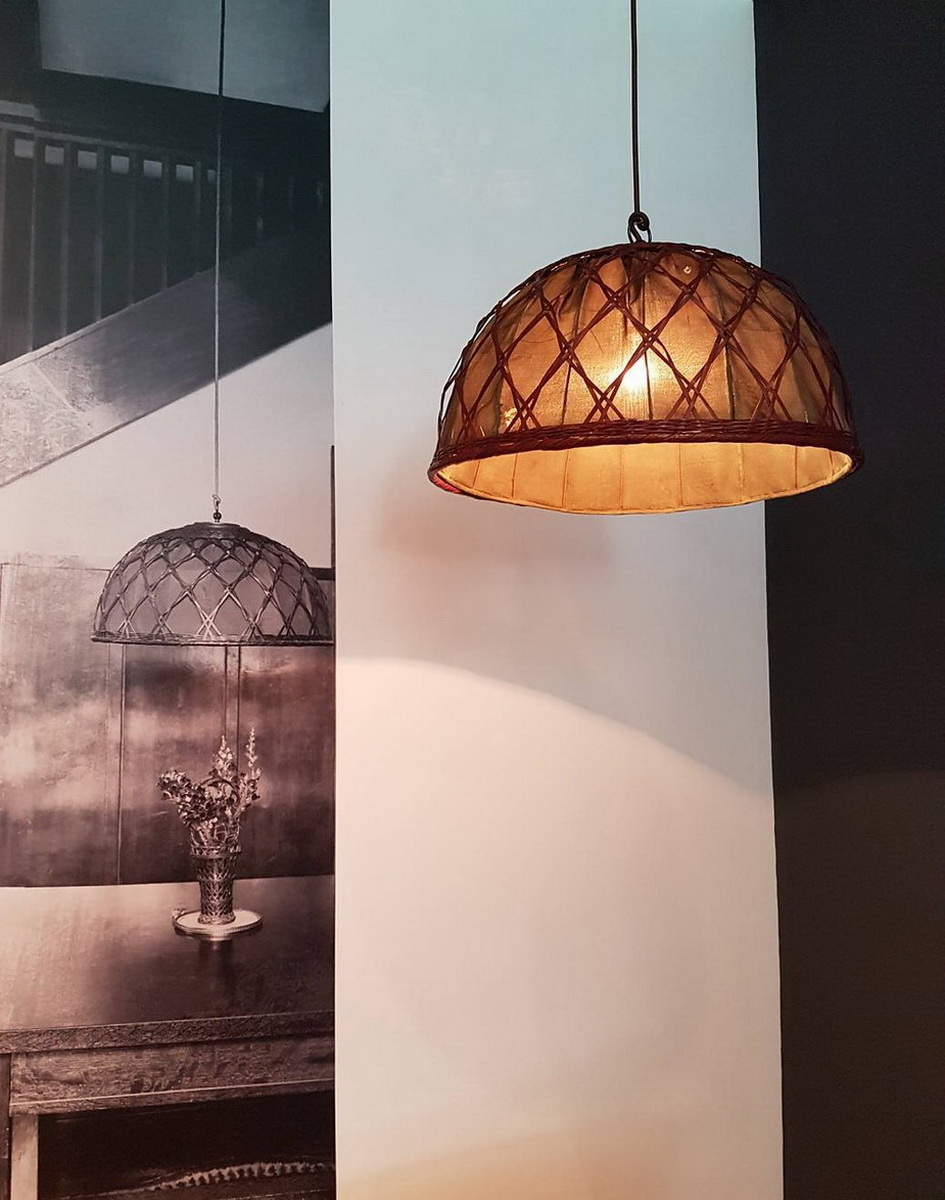
Lampe Haus Steiner in Barcelona/Madrid 2017/18 (im Hintergrund historisches Originalfoto)
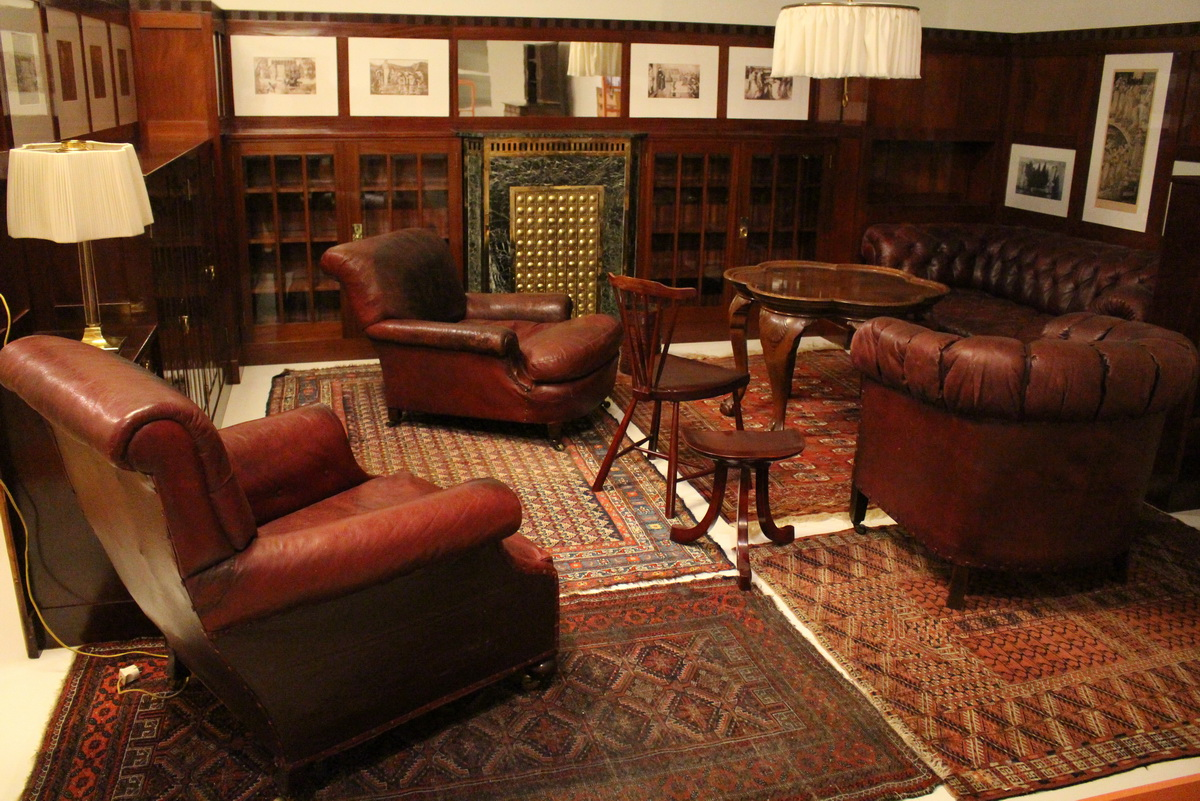
Wohnung Georg Roy 1904, nachgestellt im Hofmobiliendepot 2018
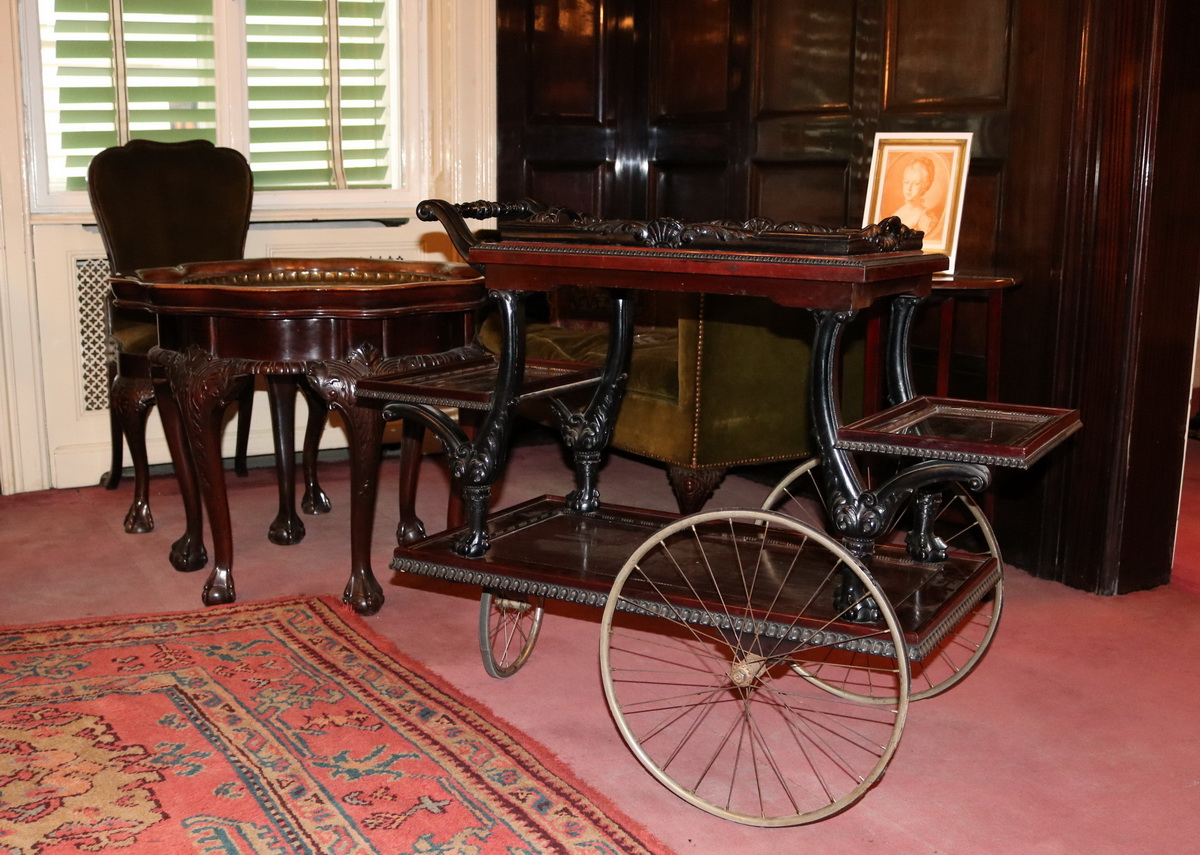
Ausstellung Loos2021, ehemalige Wohnung Boskovits (1010 Wien, Bartensteingasse 9/5), nunmehr Wienbibliothek

### Glasgestaltung
- Barset, 12-teilig mit Karaffe; entworfen 1929 für die Wiener Firma J. & L. Lobmeyr, Kärntner Straße. Wurde im Jahre 2010 noch hergestellt und verkauft.

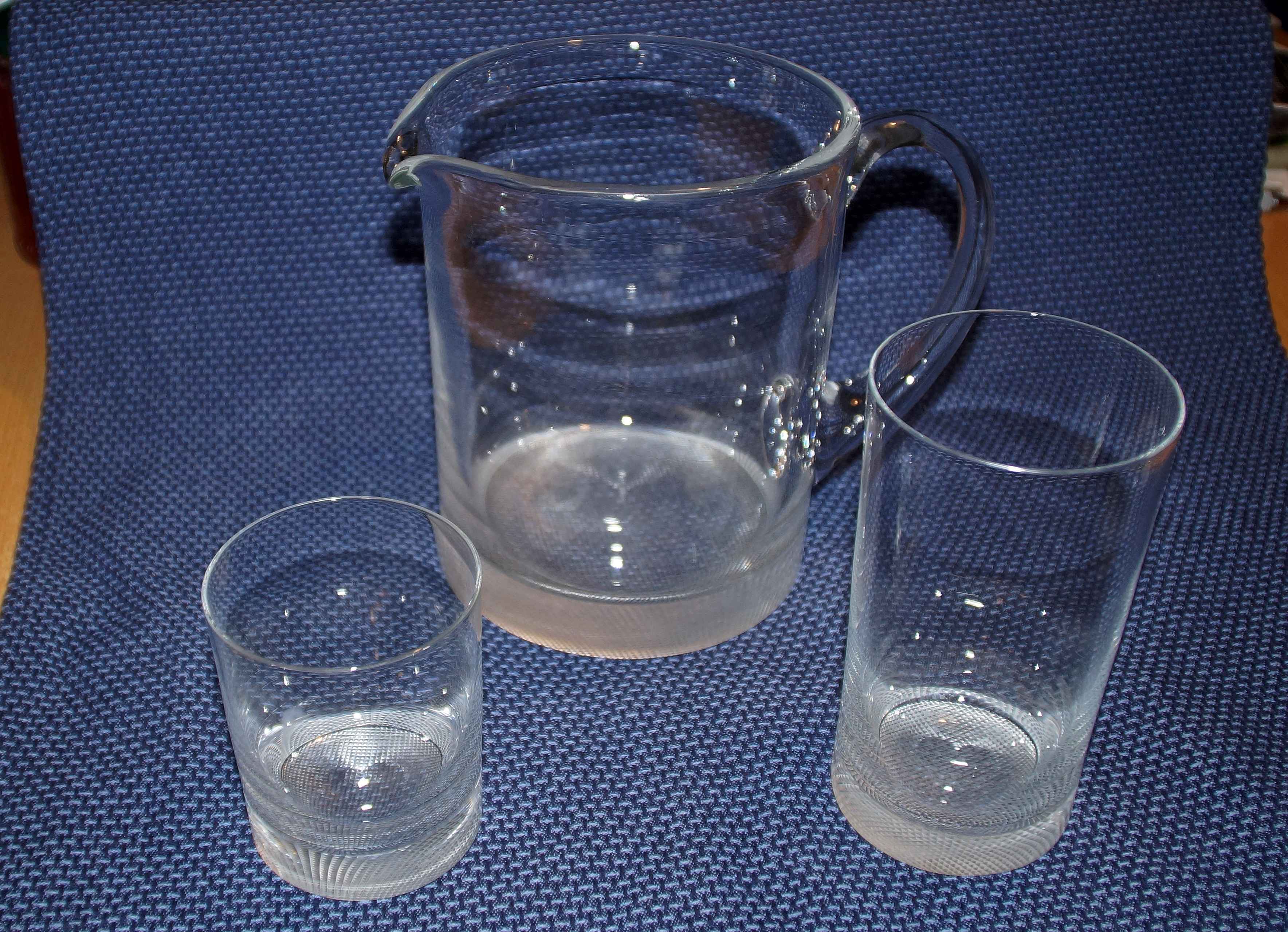
Bier- und Weinbecher, Wasserkrug aus der Serie No. 248

- Bier- und Weinbecher, Wasserkrug aus der Serie No. 248 Becherservice No. 248: 1931 für die American Bar in Wien entworfen, produziert von J. & L. Lobmeyr. Der Boden der Glasbecher trägt einen feinen, seidenmatt polierten Brillantschliff. Zusätzlich zu Likör-, Wein- und Bierbechern in verschiedenen Größen hat Loos auch Kompott- und Fingerschale sowie Wasserkrug und Weinflasche entworfen. Das Service wurde auch noch 2024 von Lobmeyr hergestellt und vertrieben.[46] Die Entwürfe von Loos und ein Service aus der ersten Produktionsserie befinden sich im Besitz des MAK Wien, wo sie zeitweise in themenbezogenen Ausstellungen besichtigt werden können.
- Diverse Beleuchtungskörper und Kleiderständer sowie eine Kaminuhr, entworfen in den Jahren 1905 bis 1929, werden von der Wiener Firma WOKA heute noch in Handarbeit hergestellt und verkauft.

## Zitate
„Fürchte nicht, unmodern gescholten zu werden. Veränderungen der alten Bauweise sind nur dann erlaubt, wenn sie eine Verbesserung bedeuten, sonst aber bleibe beim Alten. Denn die Wahrheit, und sei sie hunderte von Jahren alt, hat mit uns mehr Zusammenhang als die Lüge, die neben uns schreitet.“

„Ornament ist vergeudete Arbeitskraft und dadurch vergeudete Gesundheit … Heute bedeutet es auch vergeudetes Material, und beides bedeutet vergeudetes Kapital … Der moderne Mensch, der Mensch mit den modernen Nerven, braucht das Ornament nicht, er verabscheut es.“

„der moderne mensch, der sich tätowiert, ist ein verbrecher oder ein degenerierter. Es gibt gefängnisse, in denen achtzig prozent der häftlinge tätowierungen aufweisen. Die tätowierten, die nicht in haft sind, sind latente verbrecher oder degenerierte aristokraten. Wenn ein tätowierter in freiheit stirbt, so ist er eben einige jahre, bevor er einen mord verübt hat, gestorben.“

„Die Architektur gehört nicht unter die Künste. Nur ein ganz kleiner Teil der Architektur gehört der Kunst an: das Grabmal und das Denkmal. Alles, was einem Zweck dient, ist aus dem Reiche der Kunst auszuschließen!“

## Schriften

### Zu Lebzeiten Loos’ erschienen
- Adolf Loos: Das Andere. ein Blatt zur Einführung abendländischer Kultur in Österreich. Nr. 1 und 2 (mehr nicht erschienen). Beilage zu Die Kunst. Monatsschrift für Kunst und alles andere, 1903, ZDB-ID 330953-8. Nachdruck: Adolf Loos: Das Andere (Reprint). Hrsg.: Beatriz Colomina und Kimberli Meyer. MAK Center for Art and Architecture und Lars Müller Publishers, Los Angeles / Zürich 2016, ISBN 978-3-03778-481-5.
- In Les cahiers d’aujourd’hui, übers. v. Marcel Ray:[47]
  - Adolf Loos: L’Architecture et le style moderne. In: Les cahiers d’aujourd’hui. Nr. 2, Dezember 1912, ZDB-ID 281695-7, S. 82–92.
  - Adolf Loos: Ornement et crime. L’Art et les Hommes. In: Les cahiers d’aujourd’hui. Nr. 5, Juni 1913, ZDB-ID 281695-7, S. 247–256.
  - Adolf Loos: Histoire d’un pauvre homme riche. In: Les cahiers d’aujourd’hui. Nr. 8, 1922, ZDB-ID 281695-7, S. 62–66.
- Adolf Loos (Hrsg.): Richtlinien für ein Kunstamt. Lanyi, Wien 1919, DNB 361168748.
- Ins Leere gesprochen 1897–1900. Georges Crès et Cie, Paris/Zürich 1921, 167 S. Nachdruck: Prachner, Wien 1987, ISBN 3-85367-036-9; Textarchiv – Internet Archive.
- Sämtliche Schriften in zwei Bänden. Herausgegeben von Heinrich Kulka und Franz Glück.
  - Band 1: Ins Leere gesprochen 1897–1900. 2., veränderte Auflage. Brenner-Verlag, Innsbruck 1932.
  - Band 2: Trotzdem. 1900–1930.
    - 1. Auflage, Brenner-Verlag, Innsbruck 1931.
    - 2. vermehrte Auflage, Brenner-Verlag, Innsbruck 1931, 257 S.
- Das Werk des Architekten. Hrsg. von Heinrich Kulka, Schroll, Wien 1931, 52 Tafeln. Nachdruck: Löckner, Wien 1979.

### Posthum herausgegeben
- Adolf Loos: Sämtliche Schriften in zwei Bänden – Erster Band (mehr nicht erschienen), herausgegeben von Franz Glück, Herold, Wien / München 1962. 470 S. 1/mode/1up archive.org
- Die Potemkin’sche Stadt. In: Adolf Opel (Hrsg.): Verschollene Schriften. 1897–1933. Prachner, Wien 1983, ISBN 3-85367-038-5.
- Ornament und Verbrechen. In: Franz Glück (Hrsg.): Sämtliche Schriften. Herold, Wien / München 1962; Volltext (Wikisource). Auch in: Adolf Opel (Hrsg.): Ausgewählte Schriften – Die Originaltexte. Prachner, Wien 2000, ISBN 3-85367-059-8.
- Warum ein Mann gut angezogen sein soll: Enthüllendes über offenbar Verhüllendes. Metroverlag, Wien 2007, ISBN 978-3-902517-62-3.
- Wie man eine Wohnung einrichten soll: Stilvolles über scheinbar Unverrückbares. Metroverlag, Wien 2008, ISBN 978-3-902517-71-5.
- Warum Architektur keine Kunst ist: Fundamentales über scheinbar Funktionales. Metroverlag, Wien 2009, ISBN 978-3-902517-79-1.
- a+u 2018:06: Adolf Loos: From Interior to Urban City.
- a+u 2018:05: Adolf Loos: Residences.
- Gesammelte Schriften. Hrsg. Adolf Opel. 2. Auflage. Lesethek, Wien 2022, ISBN 978-3-99100-015-0.

### Artikel in der Neuen Freien Presse
- Die Ausstellungsstadt. In: Neue Freie Presse, 8. Mai 1898, S. 16 (online bei ANNO).
- Der Silberhof und seine Nachbarschaft. In: Neue Freie Presse, 15. Mai 1898, S. 16 (online bei ANNO).
- Die Herrenmode. In: Neue Freie Presse, 22. Mai 1898, S. 16 (online bei ANNO).
- Der neue Stuhl und die Bronze-Industrie. In: Neue Freie Presse, 29. Mai 1898, S. 18 (online bei ANNO).
- Intérieurs. In: Neue Freie Presse, 5. Juni 1898, S. 16 (online bei ANNO).
- Die Intérieurs in der Rotunde. In: Neue Freie Presse, 12. Juni 1898, S. 16 (online bei ANNO).
- Das Sitzmöbel. In: Neue Freie Presse, 19. Juni 1898, S. 16 (online bei ANNO).
- Glas und Thon. In: Neue Freie Presse, 26. Juni 1898, S. 16 (online bei ANNO).
- Das Luxusfuhrwerk. In: Neue Freie Presse, 3. Juli 1898, S. 16 (online bei ANNO).

## Ausstellungen (Auswahl)
- Adolf Loos – Exposition Du Cinquantenaire (23. Februar bis 16. April 1983), Paris (Institut Francais d’Architecture mit Österreichischem Kulturinstitut, Paris), Ancienne Galerie, 6, rue du Tournon, 75006 Paris[48]
- Gründerzeit: Adolf Loos (11. April 1987 bis 21. Juni 1987), Städtische Galerie der Stadt Karlsruhe, Karlsruhe, Deutschland[49]
- Adolf Loos (2. Dezember 1989 bis 25. Februar 1990), Albertina, Historisches Museum der Stadt Wien, Looshaus, Wien[50]
- Wagner, Hoffmann, Loos und das Möbeldesign der Wiener Moderne (21. März bis 7. Oktober 2018), Hofmobiliendepot, Möbelmuseum Wien[44]
- Joseph Hoffmann – Adolf Loos. Ornament und Tradition. Ausstellung, 6. Juni bis 28. Oktober 2007 im Josef-Hoffmann-Museum (Brtnice) in Kooperation mit dem MAK Wien[51]
- Adolf Loos Private Spaces (14. Dezember 2017 bis 25. Feber 2018), Museu del Dessiny de Barcelona, Spanien[43]
- Adolf Loos Private Spaces (28. März bis 24. Juni 2018), Caixa Forum Madrid, Spanien[43]
- Loos2021 (25. September 2020 bis 30. Mai 2021), Loos-Räume der Wienbibliothek, (ehemalige Wohnung Boskovits) Bartensteingasse 9/5, 1010 Wien[45]
- Adolf Loos: Privathäuser (8. Dezember 2020 bis 14. März 2021), MAK Museum Angewandter Kunst[52]

## Filme
- Loos Ornamental. 2008, 72 Minuten, Regie: Heinz Emigholz.
- Barset Adolf Loos. 2009 von Mathias Poledna-
- Lina. 2017 von Walter Wehmeyer, Christine Wurm, W. Andreas Scherlofsky und Tino Ranftl über die Ehe mit Lina Loos.